# كندي عربي
الكندي العربي هو مواطن كندي جذوره تعود إلى إحدى دول العالم العربي. بحسب إحصائيات عام 2006، هناك 470,580 كندي من جذور عربية. يعيش معظم الكنديون العرب في مقاطعة كيبيك أو مقاطعة أنتاريو.

## إحصاية 2011
إن التوزيع الجغرافي للكنديين العرب، بحسب إحصائية عام 2011، في المقاطعات الكندية كان كالأتي:
| المقاطعة                   | عرب 2001 | % 2001 | عرب2011 | % 2011 |
| -------------------------- | -------- | ------ | ------- | ------ |
| كيبيك                      | 73,345   | 1.0%   | 166,260 | 2.2%   |
| أنتاريو                    | 88,545   | 0.8%   | 151,645 | 1.2%   |
| ألبرتا                     | 19,320   | 0.7%   | 34,920  | 1.0%   |
| بريتش كولومبيا             | 6,605    | 0.2%   | 14,090  | 0.3%   |
| نوفا سكوشا                 | 3,610    | 0.4%   | 6,285   | 0.7%   |
| مانيتوبا                   | 1,230    | 0.1%   | 3,240   | 0.3%   |
| ساسكاتشوان                 | 900      | 0.1%   | 2,095   | 0.2%   |
| نيو برونزويك               | 580      | 0.1%   | 1,380   | 0.2%   |
| نيوفاوندلاند واللابرادور   | 270      | 0.1%   | 370     | 0.1%   |
| جزيرة الأمير إدوارد        | 175      | 0.0%   | 200     | 0.1%   |
| المقاطعات الشمالية الغربية | 80       | 0.2%   | 110     | 0.3%   |
| نونافوت                    | 10       | 0.0%   | 15      | 0.0%   |
| يوكون (إقليم)              | 10       | 0.0%   | 0       | 0.0%   |
| كندا                       | 194,685  | 0.7%   | 380,620 | 1.2%   |

## مشاهير كنديون عرب

### في عالم الأعمال
- كيفن أوليري: مستثمر ومقدم برامج حول عالم الأعمال والإستثمار.

### سياسيين
- بيير دو باني: عضو ليبرالي سابق، عضو كجلس النواب (1968-1984).
- مايكل باشا: عضو سابق في مجلس الشيوخ الكندي.
- فونس فاعور: عضو سابق في حزب الديمقراطيين الجدد.
- إدي فرانسيس: رئيس بلدية وندسور.
- ماك حرب: عضو مجلس الشيوخ تابع للحزب اليبرالي، سابقا.
- عمر الغبرة: عضو مجلس الشيوخ تابع للحزب اليبرالي، سابقا.
- لورين مايكل: راهبة سابقة، ورئيسة حزب الديقراطيين الجديد في نيوفاوندلاند واللابرادور.
- ماريا موراني: عضو حزب الكيبيكي وعضوة مجلس النواب الكندي.
- خليل رمال: عضو مجلس أنتاريو.
- جو غيز: رئيس وزراء جزيرة الأمير إدوارد لسايق.
- روبيت غيز: رئيس وزراء جزيرة الأمير إدوارد.
- سنا حساينا: عضو مجلس العموم.
- ساديا غروهي: عضو مجلس العموم.
- طارق براهمي: عضو مجلس العموم.
- دجوديا سلاه: عضو مجلس العموم.
- محمد بودجنان: عضو سابق في الحزب الديمقراطي الجديد.

### ناشطون سياسيون
- ماهر عرار: ناشط في حقوق الإنسان.
- مونيا مازيغ: ناشطة في حقوق الإنسان.
- سماح صباوي: ناشطة في حقوق الإنسان وروائية.

### سينمائيون
- أنيسة مهدي.
- دونالد شبيب

### مطربون
- بول أنكا
- بيلي
- أندي كيم
- كاي مارو
- كريستينا ماريا
- مصاري
- النرجسي (مغني)
- فاي
- كارل وولف

### رياضيون
- ناظم قادري: لاعب هوكي محترف.
- جون حنا: لاعب هوكي محترف.
- ألين ناصرالدين: لاعب هوكي محترف.
- إد حاطوم: لاعب هوكي محترف.
- دايفيد أزي: لاعب فوتبول محترف.
- جوي حداد: لاعب هوكي محترف.
- جون حنا: لاعب هوكي محترف.
- فابيان جوزف: لاعب هوكي محترف سابق.
- رمزي عبد: لاعب هوكي محترف.
- جون مقدسي: لاعب فنون قتالية محترف.
- جان صايغ: لاعب بولو مائي.
- سامي زين: مصارع كندي أمريكي من أصل سوري مسلم